# Chaos (album)
Chaos – album polskiego rapera Braha. Ukazał się 28 marca 2011 roku nakładem wytwórni Prosto. Gościnnie na płycie pojawiają się między innymi: Peja, ZIP Skład, Pih, Chada.
Płyta zadebiutowała na 46. miejscu listy OLiS w Polsce.

## Lista utworów
1. Mój ból (gościnnie Pih)
2. Szybkie życie
3. Balet (gościnnie Kontrabanda)
4. Kac (gościnnie Błajo, Freak)
5. Świat jest Twój (gościnnie Chada)
6. Kolejny dzień, kolejny problem
7. Mów mniej (gościnnie Raku)
8. Mimo wszystko (gościnnie VNM)
9. Żetoniara
10. Drugi dom (gościnnie Północny Toruń Projekt)
11. Czysta zawiść (gościnnie Ras Luta, RDW)
12. Dar (gościnnie Peja)
13. Na luz (gościnnie Tomasin)
14. Jedno niebo (gościnnie ZIP Skład)
15. Dobre życie (gościnnie Marysia Starosta)
16. Przeleć mnie Bonus Track